# Simonne Mathieu
Simonne Mathieu, all'anagrafe Simonne Passemard (Neuilly-sur-Seine, 31 gennaio 1908 – Chatou, 7 gennaio 1980), è stata una tennista francese.
È stata una delle grandi protagoniste del tennis negli anni trenta, ha vinto in totale dieci titoli agli Internazionali di Francia su ben diciotto finali giocate nelle tre specialità.

## Biografia
Nata come Simonne Passemard prende il nome del marito dopo il matrimonio. Conquista i French junior championship nel 1926 diventando una delle poche donne sposate ad aver vinto il titolo junior.

Conosciuta per il forte carattere ed il temperamento, ha quasi colpito la regina Mary di Teck nel box reale con una pallina tirata per frustrazione. Durante la Seconda guerra mondiale si è impegnata nella resistenza guidando un gruppo ausiliario di donne.

## Carriera
La prima finale arriva agli Internazionali di Francia 1929, nel singolare, dove riesce ad eliminare due teste di serie prima di doversi arrendere alla campionessa in carica Helen Wills Moody. L'anno successivo arriva alla prima finale nel doppio femminile, insieme alla connazionale Simone Barbier, ma è ancora la Moody a impedirle la vittoria, insieme ad Elizabeth Ryan.

Nel 1932 e 1933 raggiunge altre due finali nel singolare ma viene sconfitta da Helen Moody nella prima e da Margaret Scriven nella seconda. Nel 1933 riesce comunque a vincere i primi due titoli, nel doppio femminile insieme ad Elizabeth Ryan. Riescono a trionfare sia a Parigi sul team francese composto da Sylvie Jung Henrotin e Colette Rosambert che a Londra su Freda James e Billie Yorke. Ripetono l'impresa anche nel 1934 riuscendo a difendere entrambi i titoli.

Dal 1935 al 1939 raggiunge per cinque volte consecutive la finale degli Internazionali di Francia nel singolare ma perde le prime tre per mano di Hilde Sperling. Alla settima finale riesce a conquistare il trofeo, superando Nelly Landry e si ripete l'anno successivo battendo Jadwiga Jędrzejowska.

Dopo il 1935 nel doppio femminile conquista quattro titoli consecutivi in Francia (1936-38), tre finali con una vittoria a Londra (1937) ed una finale agli U.S. National Championships 1938.
Nel doppio misto partecipa nel 1937 agli Internazionali di Francia e a Wimbledon assieme al connazionale Yvon Petra e raggiungono la finale in entrambi i tornei, ma conquistano solo il torneo di casa. Nei due anni successivi raggiungerà altrettante finali a Parigi vincendo il titolo nel 1938 insieme a Dragutin Mitić.

Successivamente al suo ritiro venne dato il suo nome al trofeo che conquistano le vincitrici del doppio femminile. Nel 2006 è stata inserita nell'International Tennis Hall of Fame.